# Megara
Megara (řecky Μέγαρα, mn. číslo stř. rodu) je jedno z nejstarobylejších měst v Řecku. Leží v provincii Megaris (Megarida), v kraji Attika, 35 km západně od Athén, na půl cesty (dnes dálnice č. 8) do Korintu při pobřeží Sarónského zálivu. Má 30 822 obyvatel (údaj z roku 2011).
V 8. a 7. století př. n. l. patřila Megara k nejmocnějším řeckým městům. Megařané založili jako své kolonie města Byzantion (dnes Istanbul) a protilehlý Chalkedon v Bithýnii či Megara Hyblaia na Sicílii. Též ostrov Salamis v Sarónském zálivu býval megarský, dokud nebyl v 6. století př. n. l. dobyt Athéňany. Obchodní blokáda Megary, spartského spojence, ze strany Athén byla také jedním z hlavních podnětů peloponéské války (431–404 př. n. l.).
Zmínku o Megaře lze nalézt v Plútarochově Životopisech slavných Řeků a Římanů, konkrétně v životopise Marka Antonia stojí: "Když mu chtěli také Megařené, kteří soupeřili s Athénami ukázat něco krásného a požádali ho, aby se podíval na jejich radnici, Antonius se tam odebral a prohlédl si ji. Když se ho pak tázali, co o ní soudí, řekl: 'Je malá a na spadnutí.'"
Nejslavnějšími zdejšími rodáky byli básník Theognis a filozof Eukleidés z Megary.